# بارن (هلند)
بارن (به هلندی: Baarn) یک منطقهٔ مسکونی در هلند است که در استان اوترخت واقع شده‌است. بارن ۶ متر بالاتر از سطح دریا واقع شده‌است.